# Raquel Forner
Raquel Forner (1902-1988) est une peintre argentine connue pour ses œuvres expressionnistes.

## Biographie
Forner est née à Buenos Aires en 1902,. Son père est de nationalité espagnole et sa mère est argentine d'origine espagnole. À la suite de fréquents voyages en famille en Europe, Forner  passe une partie de son enfance en Espagne et développe un intérêt artistique pour le thème de la guerre civile espagnole.
Forner termine ses études à l'Académie nationale des beaux-arts (qui fait aujourd'hui partie de l' Institut national des arts de l' Université ) à Buenos Aires en 1923. Un an avant l'obtention de son diplôme, elle est engagée pour enseigner le dessin dans la même académie. En 1924, elle obtient une troisième place au Salon national argentin des beaux-arts, et en 1928, elle a sa première exposition personnelle à Buenos Aires. Ensuite, elle déménage à Paris et elle étudie auprès d'Othon Friesz.
En 1936, elle épouse le sculpteur argentin Alfredo Bigatti .

## Œuvre
Le travail de Forner démontre un intérêt pour les événements actuels. Dès le début de la guerre civile espagnole en 1936. Elle emprunte des idées au surréalisme des années 1940, en adaptant son esthétique de distorsion sans chercher à reproduire un état de rêve. En 1942, elle obtient la première place au concours du Salon national argentin. Au cours des années 1940 et 1950, elle produit plusieurs séries sur des thèmes tragiques similaires dans un mode essentiellement expressionniste. Forner a souvent dépeint des figures féminines fortes.
À partir de 1957, coïncidant avec la course à l'espace, l'attention de Forner se tourne vers des scènes imaginaires de voyages interplanétaires,. Avec sa série spatiale, exposée en Europe, elle devient l'une des premières artistes à représenter des scènes de l'espace. Cette période est caractérisée par une utilisation plus vibrante de la couleur et une mythologie cosmique personnelle de sa propre création. Les représentations artistiques de Forner sur les voyages dans l'espace se sont poursuivies jusqu'aux années 1970. Le Musée national de l'air et de l'espace des États-Unis, Smithsonian Institution à Washington, DC a plusieurs exemples de cette période de travail dans sa collection, y compris Return of the Astronaut, 1969.
Son travail a été largement exposé dans toute l'Argentine et elle a reçu deux prix Konex (le plus élevé du domaine culturel argentin) en 1982. Forner est décédée à Buenos Aires en 1988. Cette année-là, le Musée d'art moderne de Buenos Aires organise une rétrospective en son honneur.
Son œuvre fait partie de la collection du Musée national des beaux-arts du Québec.